# Airborne XT
Airborne XT je dvosedežni ultralahki tricikel, ki ga proizvaja avstralski Airborne Windsports. XT ima  dva sedeža v tandemu, tricikel pristajalno podvozje in propeler v konfiguraciji potisnik. 
XT ima visokonameščeno krilo, ki ga podpirajo žice. Krilo je grajeno iz aluminijevih cevi pokritih s tkanino Dacron. 
Zrakoplov se usmerja s premikanjem teže. 

## Specifikacije (XT Streak 2)
Podatki iz Betrand
Splošne značilnosti
- Posadka: 1 pilot
- Število sedežev: 1 potnik
- Razpon kril: 9,9 m (32 ft 6 in)
- Površina kril: 15 m2 (160 sq ft)
- Teža praznega letala: 216 kg (476 lb)
- Bruto teža: 450 kg (992 lb)
- Kapaciteta goriva: 62 L (14 imp gal; 16 US gal)
- Pogon letala: 1 × Rotax 912 4-valjni 4-taktni protibatni motor, 60 kW (80 hp)

Zmogljivost
- Maks. hitrost: 120 km/h (75 mph; 65 kn)
- Hitrost pri porušitvi vzgona: 56 km/h (35 mph; 30 kn)